# ホールド・ザ・ダーク そこにある闇
『ホールド・ザ・ダーク そこにある闇』（ホールド・ザ・ダーク そこにあるやみ、原題: Hold the Dark）は、2018年に配信されたアメリカ合衆国のスリラー映画である。監督はジェレミー・ソルニエ、主演はジェフリー・ライトが務めた。本作はウィリアム・ジラルディが2015年に上梓した小説『Hold the Dark』を原作としている。

## 概略
アラスカ州。一人の男の子が突如として行方不明になった。父親のヴァーノンは中東で軍役に就いていたため、母親のメドラが一人で事態の対処に当たることになったが、極度のストレスが原因で体調を崩してしまった。近所に暮らす子供3人が狼に襲われて命を落としていたこともあって、メドラは息子が狼にさらわれたと確信し、作家のラッセル・コアに助力を仰いだ。ラッセルは狼の行動に熟知していることでも知られていた。
依頼を引き受けたラッセルはアラスカへと急行したが、そこで彼を待ち受けていたものは狼以上に恐ろしいものであった。

## キャスト
※括弧内は日本語吹替
- ラッセル・コア - ジェフリー・ライト（谷昌樹）
- ヴァーノン・スローン - アレクサンダー・スカルスガルド（桐本拓哉）
- メドラ・スローン - ライリー・キーオ（木下紗華）
- ドナルド・マリウム - ジェームズ・バッジ・デール（志賀麻登佳）
- チーオン - ジュリアン・ブラック・アンテロープ（楠大典）
- イラナク - タントゥー・カーディナル（英語版）（磯辺万沙子）
- シャン - メイコン・ブレア（ふくまつ進紗）
- アーニー - ジョナサン・ホワイトセル
- ハンター・ジョン - ピーター・マクロビー（英語版）（秋元羊介）
- ベイリー - ベッカム・クロフォード
- その他の日本語吹き替え：秋元羊介／塩見宗真／苗村有香／吉田勝哉／荘司勝也／佐々木祐介／岡純子／一城みゆ希／島田岳人／角田雄二郎／田中仁人／佐伯美由紀

日本語版スタッフ：演出：佐藤宏樹、翻訳：下大澤百合子、録音・調整：新宿スタジオ、日本語版制作：(株)東北新社

## 製作
2015年9月、A24がジェレミー・ソルニエ監督の新作映画の全米配給権を獲得したと報じられた。2017年1月、Netflixが本作の配信権をA24から購入したとの報道があった。2月、ジェフリー・ライト、アレクサンダー・スカルスガルド、ライリー・キーオ、ジェームズ・バッジ・デール、ジェームズ・ブルーアがキャスト入りした。

### 撮影
2017年2月27日、本作の主要撮影がカナダのカルガリーで始まり、同年4月26日に終了した。

## 公開
2018年8月21日、Netflixは本作の予告編を公開した。9月12日、本作は第43回トロント国際映画祭でプレミア上映された。22日にはファンタスティック・フェストでの上映が行われた。

## 評価
本作は賛否両論となっている。映画批評集積サイトのRotten Tomatoesには81件のレビューがあり、批評家支持率は70%、平均点は10点満点で6.4点となっている。サイト側による批評家の見解の要約は「『ホールド・ザ・ダーク そこにある闇』のおどろおどろしい雰囲気は、観客がジェレミー・ソルニエ監督に期待している以上のものである。また、その雰囲気は不明確なストーリーという欠点を十分に補うものである。」となっている。また、Metacriticには26件のレビューがあり、加重平均値は63/100となっている。